# Championnat de Finlande de hockey sur glace 1976-1977
Saison précédente Saison suivante
La saison 1976-1977 est la deuxième saison de la SM-Liiga.
Le Tappara Tampere gagne la saison régulière puis remporte le titre de champion de Finlande en battant son dauphin, le TPS Turku en finale des séries éliminatoires 3 matchs à 0, prenant ainsi sa revanche de la saison précédente.

## Déroulement
La saison régulière est disputée entre dix équipes qui jouent chacune 36 matchs soit quatre confrontations directes avec chacune des autres équipes, deux à domicile et deux à l'extérieur. À l'issue de la saison, les quatre meilleures équipes jouent les séries éliminatoires pour déterminer le champion de Finlande.
La dernière équipe du classement est reléguée en I. Divisioona dont le vainqueur est promu en SM-liiga.

## Saison régulière

### Classement
|    | Équipe              | PJ | V  | N | D  | BP  | BC  | Diff | Pts |
| -- | ------------------- | -- | -- | - | -- | --- | --- | ---- | --- |
| 1  | Tappara Tampere     | 36 | 25 | 5 | 6  | 216 | 110 | +106 | 55  |
| 2  | TPS Turku           | 36 | 23 | 3 | 10 | 187 | 129 | +58  | 49  |
| 3  | HIFK                | 36 | 20 | 1 | 15 | 159 | 136 | +23  | 41  |
| 4  | KooVee Tampere      | 36 | 20 | 1 | 15 | 175 | 156 | +9   | 41  |
| 5  | Ässät Pori          | 36 | 19 | 2 | 15 | 167 | 144 | +23  | 40  |
| 6  | Ilves Tampere       | 36 | 14 | 6 | 16 | 171 | 173 | -2   | 34  |
| 7  | Jokerit Helsinki    | 36 | 14 | 5 | 17 | 137 | 153 | -16  | 33  |
| 8  | Kiekko-Reipas Lahti | 36 | 11 | 5 | 20 | 169 | 222 | -53  | 27  |
| 9  | Lukko Rauma         | 36 | 10 | 3 | 23 | 166 | 223 | -57  | 23  |
| 10 | FoPS Forssa         | 36 | 7  | 3 | 26 | 136 | 237 | -101 | 17  |

Le FoPS Forssa est relégué en I. Divisioona et est remplacé par le Kärpät Oulu.

### Meilleurs pointeurs
Cette section présente les meilleurs pointeurs de la saison régulière.
| #  | Joueur           | Équipe           | B  | A  | Pts |
| -- | ---------------- | ---------------- | -- | -- | --- |
| 1  | Martti Jarkko    | Tappara Tampere  | 36 | 37 | 73  |
| 2  | Jukka Alkula     | Tappara Tampere  | 35 | 28 | 63  |
| 3  | Jouni Rinne      | Lukko Rauma      | 26 | 23 | 49  |
| 4  | Markku Hakulinen | KooVee Tampere   | 32 | 16 | 48  |
| 5  | Mikko Leinonen   | Tappara Tampere  | 23 | 24 | 47  |
| 6  | Veikko Suominen  | Ilves Tampere    | 32 | 14 | 48  |
| 7  | Timo Sutinen     | FoPS Forssa      | 27 | 18 | 45  |
| 8  | Jari Kapanen     | Jokerit Helsinki | 27 | 17 | 44  |
| 9  | Matti Rautiainen | KooVee Tampere   | 22 | 19 | 41  |
| 10 | Esa Peltonen     | HIFK             | 17 | 24 | 41  |

## Séries éliminatoires

### Tableau final
Les séries se jouent au meilleur des 5 rencontres.
Le match pour la troisième place se joue au meilleur des trois rencontres.
|  | Demi-finales    | Demi-finales |                        |   | Finale | Finale |
|  | Demi-finales    | Demi-finales |                        |   | Finale | Finale |
|  |                 |              |                        |   |        |        |
|  |                 |              |                        |   |        |        |
|  |                 |              |                        |   |        |        |
|  | Tappara Tampere | 3            |                        |   |        |        |
|  | Tappara Tampere | 3            |                        |   |        |        |
|  | KooVee Tampere  | 0            |                        |   |        |        |
|  | KooVee Tampere  | 0            | Tappara Tampere        | 3 |        |        |
|  |                 |              | Tappara Tampere        | 3 |        |        |
|  |                 | TPS Turku    | 0                      |   |        |        |
|  | TPS Turku       | TPS Turku    | 0                      | 3 |        |        |
|  | TPS Turku       |              |                        | 3 |        |        |
|  | HIFK            | 2            |                        |   |        |        |
|  | HIFK            | 2            | Match pour la 3e place |   |        |        |
|  |                 |              |                        |   |        |        |
|  |                 |              |                        |   |        |        |
|  |                 |              |                        |   |        |        |
|  | KooVee Tampere  | 2            |                        |   |        |        |
|  | KooVee Tampere  | 2            |                        |   |        |        |
|  | HIFK            | 0            |                        |   |        |        |
|  | HIFK            | 0            |                        |   |        |        |

### Détail des scores
Demi-finales
| Équipe          | Score | Équipe          | Note |
| --------------- | ----- | --------------- | ---- |
| TPS Turku       | 4-7   | HIFK            |      |
| HIFK            | 4-2   | TPS Turku       |      |
| TPS Turku       | 2-1   | HIFK            |      |
| HIFK            | 0-3   | TPS Turku       |      |
| TPS Turku       | 4-2   | HIFK            |      |
|                 |       |                 |      |
| Tappara Tampere | 11-2  | KooVee Tampere  |      |
| KooVee Tampere  | 1-6   | Tappara Tampere |      |
| Tappara Tampere | 11-3  | KooVee Tampere  |      |

Match pour la troisième place
| Équipe         | Score | Équipe         | Note |
| -------------- | ----- | -------------- | ---- |
| HIFK           | 4-5   | KooVee Tampere |      |
| KooVee Tampere | 9-5   | HIFK           |      |

Finale
| Équipe          | Score | Équipe          | Note |
| --------------- | ----- | --------------- | ---- |
| Tappara Tampere | 7-2   | TPS Turku       |      |
| TPS Turku       | 2-4   | Tappara Tampere |      |
| Tappara Tampere | 9-1   | TPS Turku       |      |

## Trophées et récompenses
| Kanada-malja : Champion de Finlande             | Tappara Tampere                |
| Trophée Jarmo-Wasama : Meilleur joueur recrue   | Risto Siltanen (Ilves Tampere) |
| Trophée Raimo-Kilpiö : Joueur le plus fair-play | Jarmo Koivunen (TPS Turku)     |